# Kögel Trailer
Kögel Trailer GmbH & Co. KG — німецька компанія, яка займається виробництвом промислового транспорту, передусім причепів і напівпричепів, і є одним з європейських лідерів на цьому ринку. Компанію заснував у 1934 році Франц Хав'єр Кюґель. Штаб-квартира компанії розташована в Буртенбасі.

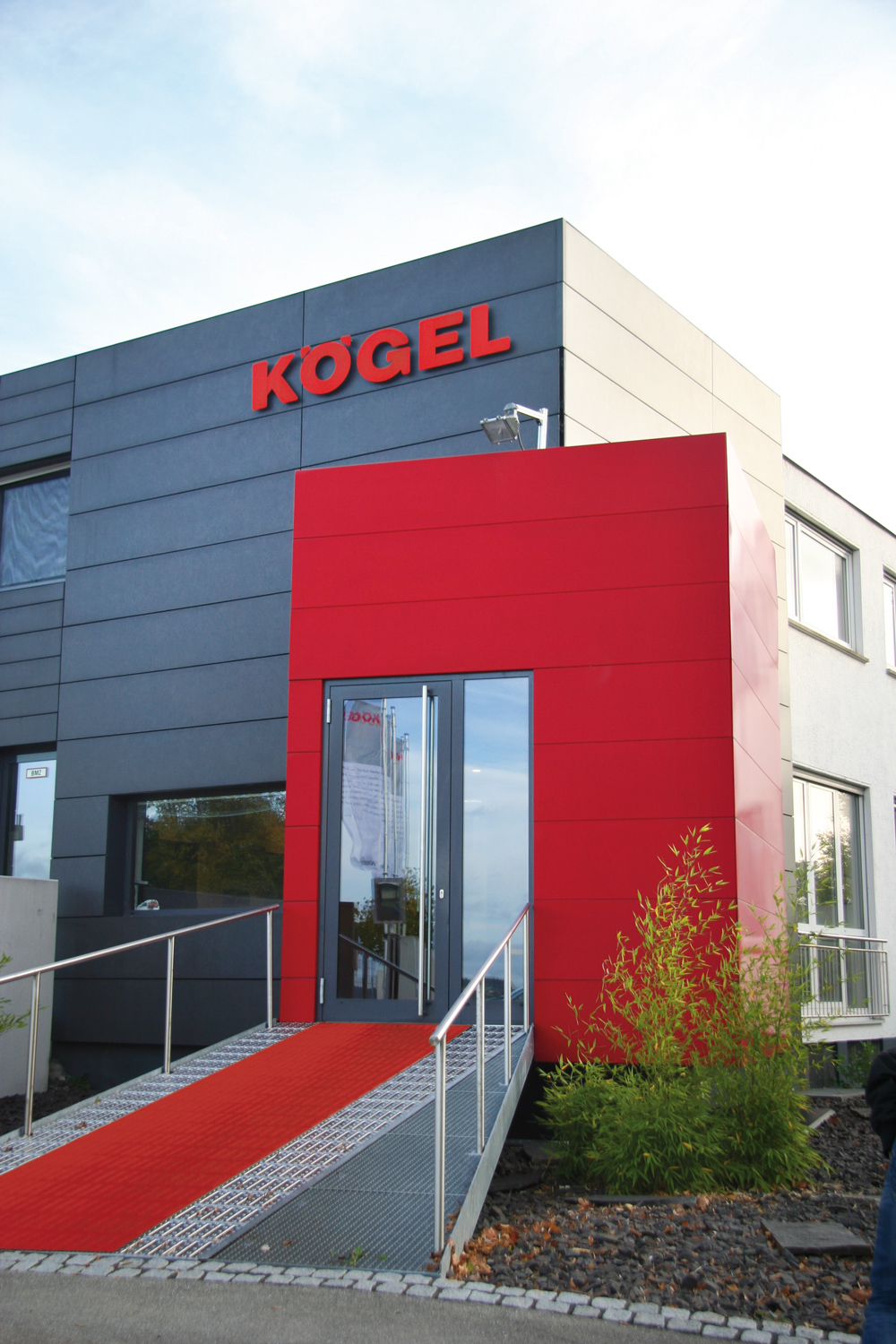
Головний вхід у штаб-квартиру компанії

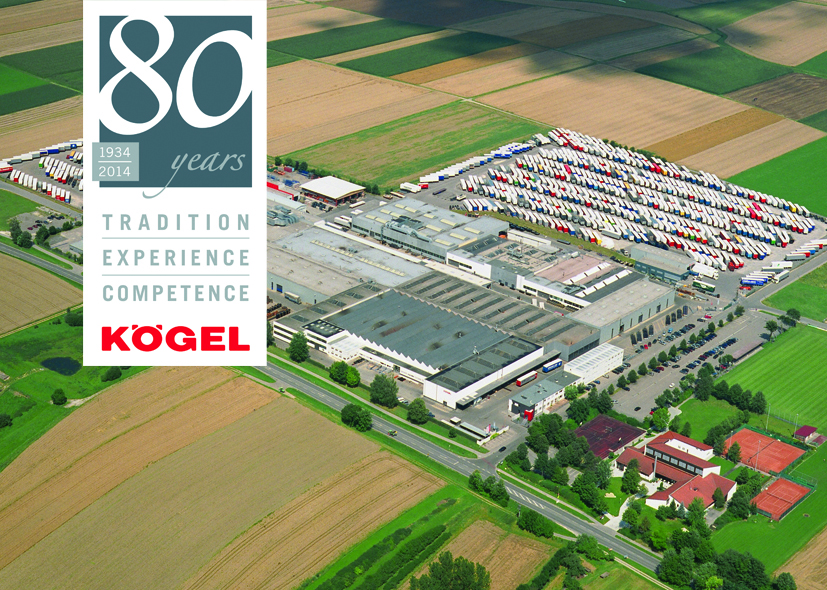
Завод у Буртенбасі

## Історія

### Заснування та Друга світова війна
- 1934 — заснування: Франц Хав'єр Кюґель купує майстерню стельмаха
- 1937 — переїзд в Ульм
- 1944 — під час Другої світової війни підприємство повністю знищено

### Підйом після 1945 року
- 1945 — Кюґель відбудовує колишній арсенал і починає там виробництво
- 1956 — будівництво нових виробничих приміщень і перехід до масового виробництва
- 1962 — будівництво заводу в Карлсдорфі
- 1967 — відкриття заводу в Ганау
- 1973 — відкриття заводу в Бюккебурзі
- 1980 — вихід на американський ринок
- 1984 — відкриття філії в Австрії
- 1989 — укладення угоди з китайськими підприємствами
- 1990 — початок виробництва у Вердау
- 1990 — співпраця з польськими виробниками сталі

### Акціонерне товариство
- 1991 — Kögel стає акціонерним товариством
- 1991 — початок співпраці з чеськими підприємствами
- 1992 — створення спільного підприємства в Китаї
- 1993 — Kögel поглинає конкурента на ринку Kässbohrer Fahrzeugwerke
- 1994 — створено ще одне спільне підприємство в Китаї
- 1999 — початок будівництва заводу в Буртенбасі

### Банкрутство та новий початок

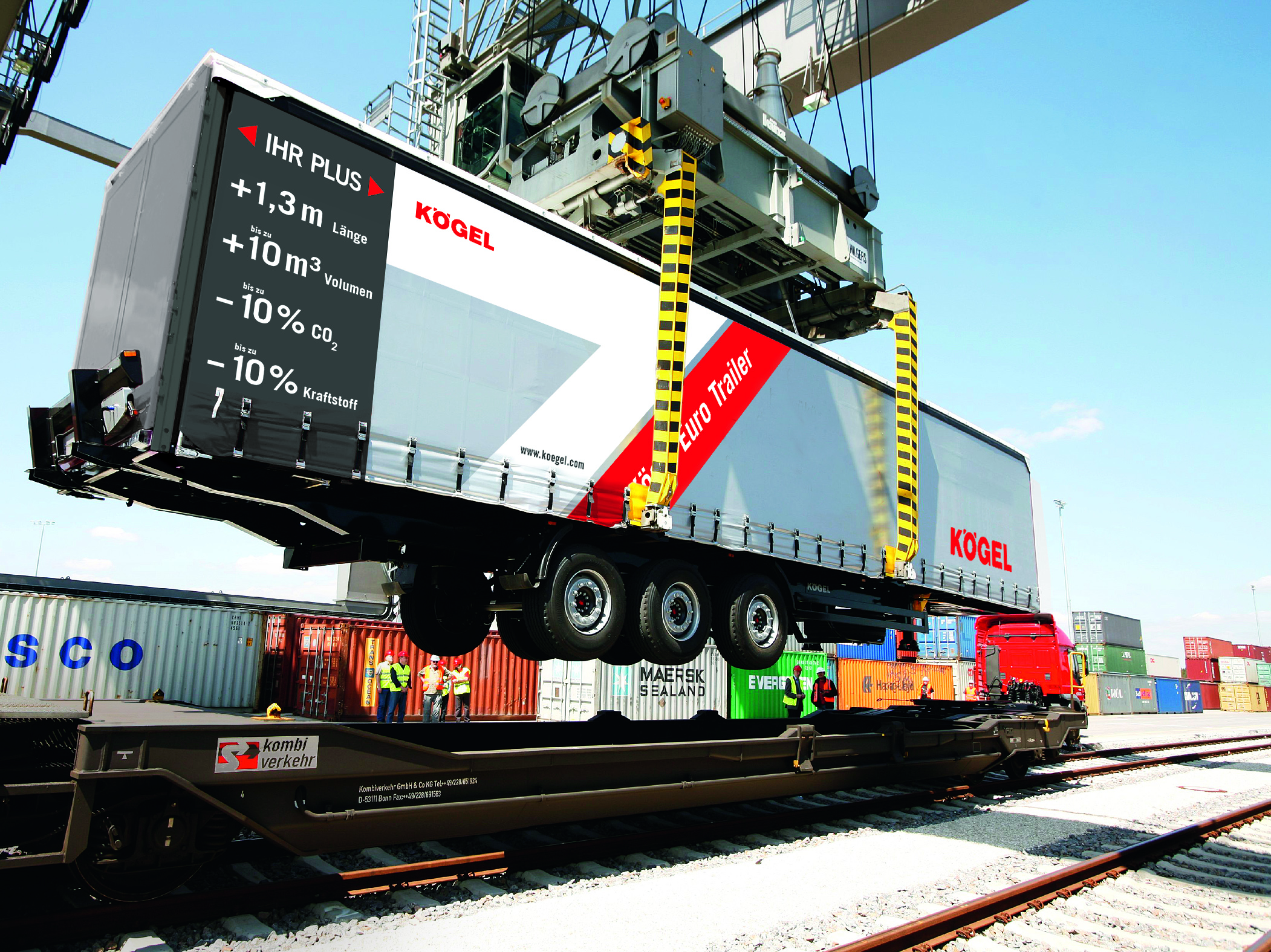
Euro Trailer Cargo Rail

- 2004 — 26 січня компанія оголошує про ліквідацію внаслідок банкрутства. Приблизно 1200 працівників втрачають роботу. Частину майна купує Trailer Holding GmbH з Мюнхена. Засновано Kögel Fahrzeugwerke GmbH. Буртенбах став місцем розташування компанії
- 2006 — фірма наймає приблизно 1000 працівників і випускає приблизно 12000 одиниць продукції. Більше ніж 2/3 експортують у європейські країни
- 2007 — рекордний рік: 450 млн євро виторгу та виготовлення 24000 одиниць продукції за рік. Компанія займає місце в першій десятці найбільших підприємств світу в цій галузі

### Чергове банкрутство та входження в Humbaur

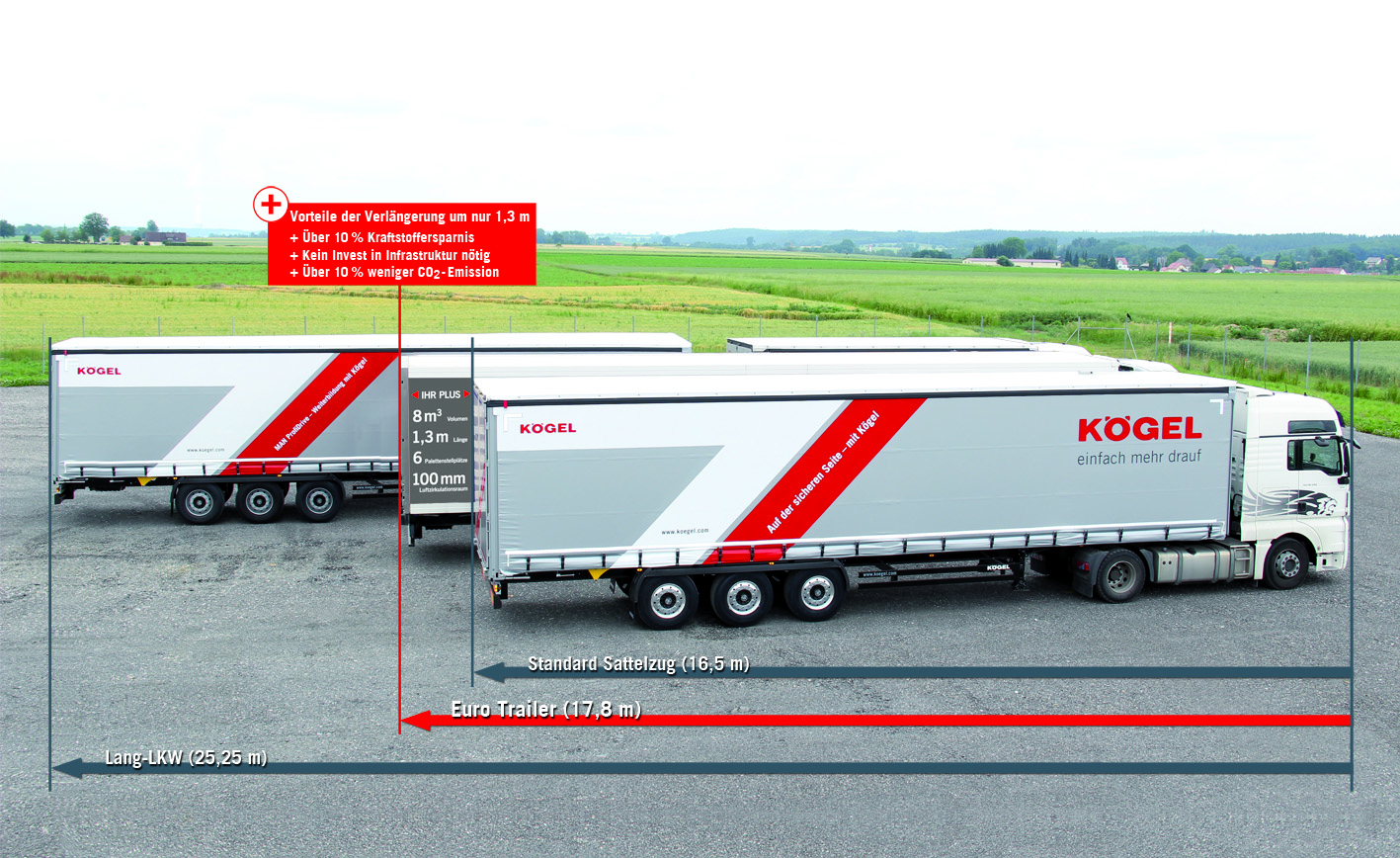
Euro Trailer

- 2009 — через світову фінансову кризу компанія в чергове стає банкрутом
- 2009 — новий початок: активи підприємства викуповує Humbaur з Герстгофена, внаслідок чого на ринку з'являються дві торгові марки, і виникає Kögel Trailer GmbH & Co. KG як ТзОВ і командитне товариство